# Julio Abraham
Julio Abraham es un deportista argentino que compitió en judo. Ganó tres medallas de bronce en el Campeonato Panamericano de Judo entre los años 1972 y 1978.

## Palmarés internacional
| Campeonato Panamericano | Campeonato Panamericano   | Campeonato Panamericano | Campeonato Panamericano |
| Año                     | Lugar                     | Medalla                 | Categoría               |
| ----------------------- | ------------------------- | ----------------------- | ----------------------- |
| 1972                    | Buenos Aires (Argentina)  | Medalla de bronce       | +93 kg                  |
| 1974                    | Ciudad de Panamá (Panamá) | Medalla de bronce       | +93 kg                  |
| 1978                    | Buenos Aires (Argentina)  | Medalla de bronce       | +95 kg                  |